# Кастана (Виченца)
Кастана је насеље у Италији у округу Виченца, региону Венето.
Према процени из 2011. у насељу је живело 148 становника. Насеље се налази на надморској висини од 428 м.